# 弗兰克·弗雷德里克斯
弗兰克·“弗兰基”·弗雷德里克斯（Frank "Frankie" Fredericks，1967年10月2日—）是纳米比亚短跑運動員，第一位获得奥运会奖牌的纳米比亚人。他一共获得过4枚奥运奖牌，与卡尔·刘易斯和阿托·博尔顿一道保持着最多奥运会男子短跑个人奖牌获得者的荣誉。
弗雷德里克斯出生于温得和克郊外卡图图拉的一个贫困家庭，13岁时开始踢足球，16岁时开始接受短跑专业训练。1987年，他获得美国杨百翰大学的田径奖学金，前往美国接受训练。
1990年，纳米比亚获得独立，弗雷德里克斯从而可以代表纳米比亚出战国际比赛。次年，他在世界田径锦标赛上获得了200米银牌和100米第五名，在世界体坛崭露头角。
在巴塞罗那奥运会和亚特兰大奥运会上，他均获得了100米和200米的银牌。2004年，在雅典奥运会上他获得了200米第四名，此后退役。弗雷德里克斯至今仍保持着室内200米比赛的世界纪录：19秒92。
弗雷德里克斯在赛场上表现出来的风度使其成为非常受欢迎的人物。在1995年世界田径锦标赛100米比赛上，他在冲过终点线后立即返回赛道安慰拉伤肌肉的林福德·克里斯蒂，这一幕已经成为短跑历史上最令人感动的场景之一。

## 統計
| 成績                    | 風速（m/s） | 反應時間 | 時間          | 地點                 |
| ----------------------- | ----------- | -------- | ------------- | -------------------- |
| 9.86秒                  | -0.4        |          | 1996年7月3日  | 瑞士洛桑             |
| 9.87秒                  | +1.9        |          | 1996年6月25日 | 芬兰赫爾辛基         |
| 9.89秒                  | +0.7        | 0.143秒  | 1996年7月27日 | 美国喬治亞州亞特蘭大 |
| 9.90秒                  | +0.2        |          | 1997年8月22日 | 比利时布魯塞爾       |
| 9.91秒                  | +1.0        |          | 1997年7月2日  | 瑞士洛桑             |
| 9.93秒                  | +1.1        |          | 1996年7月26日 | 美国喬治亞州亞特蘭大 |
| 9.93秒                  | +0.5        |          | 1997年8月3日  | 希腊雅典             |
| 9.93秒                  | -0.4        |          | 1998年6月17日 | 希腊雅典             |
| 9.94秒                  | -0.5        |          | 1996年7月27日 | 美国喬治亞州亞特蘭大 |
| 9.94秒                  | +1.3        |          | 1999年2月20日 | 新南威爾斯州雪梨     |
| 平均約9.9099231870517秒 |             |          |               |                      |

## 外部連結
- 弗兰克·弗雷德里克斯在World Athletics（英语）
- 弗兰克·弗雷德里克斯在Olympics.com（英语）
- 弗兰克·弗雷德里克斯在Olympedia（英语）
- 弗兰克·弗雷德里克斯在Commonwealth Games Federation (archived)（英语）
- 中国体育报·跑道上的绅士--记著名短跑名将弗雷德里克斯 （页面存档备份，存于）